# Thakho
Ban Thakho ist ein Dorf im äußersten Süden von Laos im Distrikt Khong der Provinz Champasak. Der Ort liegt am östlichen Mekongufer im Süden des Gebiets Si Phan Don (viertausend Inseln) bei der Insel Don Phapheng und damit direkt nördlich des Khong-Phapheng-Wasserfalls, der nordöstlichen Hauptkaskade der Mekongfälle, bei denen es sich um den größten Wasserfall Südostasiens handelt.
Durch die Lage am Wasserfall wurde Thakho zu einem Touristenziel; der Tourismus zählt zu den Haupteinnahmequellen des Ortes. Eine Straße führt vom Ort zu einem südlichen Aussichtspunkt am Khong Phapheng.
Durch die Nationalstraße 13 ist Ban Thakho mit den wichtigen Städten des Landes verbunden; die Provinzhauptstadt Pakse liegt etwa 160 km entfernt. Benachbarte Orte sind Set Tai, Nakasong und Khinak im Nordwesten sowie das nur wenige Kilometer entfernte Veun Kham direkt an der kambodschanischen Grenze im Süden.
Bedeutung besitzt Thakho auch als geplanter Standort eines Wasserkraftwerks: Das staatliche laotische Energieversorgungsunternehmen Electricite Du Laos (EDL) schloss am 28. September 2008  mit der französischen Compagnie nationale du Rhône (CNR) eine Kooperationsvereinbarung zum Bau eines Wasserkraftwerkes bei Ban Thakho. Das Projekt sieht vor, beim Ort Wasser des Mekong abzuzweigen und den Höhenunterschied der Wasserfälle zur Stromerzeugung zu nutzen.